# توماس لوران
توماس لوران (بالفرنسية: Thomas Laurent)‏ هو سائق سباق فرنسي، ولد في 5 أبريل 1998 في لاروش سور يون في فرنسا.